# Овайн Гліндур
Овайн Гліндур (також Овен Гліндур, Овен Глендовер, Оуайн Гліндур, валл. Owain Glyndŵr ['ouain glɨn'dur], іноді англ. Owen Glendower, 1349 або 1354, або 1359 — бл. 1416) — валлійський лицар і дворянин з династії Матрафал, очільник визвольної боротьби Уельсу за незалежність від Англії. Вшановується в Уельсі, як патріот і національний герой.
Коронований як Овайн IV Уельський, був останнім валлійцем, що мав титул принца Уельського. По лінії батька Грифід ап Грифіда Гліндур був нащадком правителів давньоваллійського королівства Повіс, а по лінії матері — Елен ферх Томас — нащадком королів Дехейбарта. Він був ініціатором запеклого і тривалого, але в підсумку невдалого повстання проти англійського панування в Уельсі.
16 вересня 1400 року Гліндур підняв всенародне валлійське повстання проти короля Англії Генріха IV. Позаяк на континенті тоді йшла Столітня війна, Овайн користувався підтримкою французького короля. Успішне на перших порах, повстання було придушене. Востаннє Гліндур був помічений у 1412 році. Його так і не змогли спіймати. Згідно з легендою, подібно до короля Артура, він спить під пагорбом, щоб повернутися в час випробувань. Його останні роки життя досі залишаються загадкою.
Гліндур залишив помітний слід у народній культурі як Уельсу, так і Англії. Шекспір описав його у п'єсі «Генріх IV» як дику і дивну людину, сповнену емоціями і ваблену магією. У народній пам'яті Уельсу особистість Гліндура надбала риси національного героя, нарівні з королем Артуром. У кінці XIX століття рух Cymru Fydd оголосив його батьком валлійської нації. У 2000 році по всьому Уельсу були проведені святкування на честь 600-річної річниці піднятого ним повстання. Овайн посів 23-е місце за опитуванням на конкурсі 100 найвизначніших британців, у 2002 році, а також зайняв 2-е місце в результаті голосування конкурсу 100 валлійських героїв у 2003-2004 рр.

## Біографія

### Дитинство і юність

Прапор Овайна Гліндура

Гліндур народився, за різними відомостями, або близько 1349 року, або близько 1355 року, або близько 1359 року, в заможній поміщицькій родині валлійських дворян, землі якої були на території Валлійської марки (межа між Уельсом і Англією) в північно-східному Уельсі. Лорди Валлійської марки були нормандського походження і мали важливі пости на території марки. Батько Овайна, Грифід ап Грифід, спадковий тивісог Повіс Вадога і Лорд Гліндифрдві, помер близько 1369 року, коли Овайн, можливо, був ще неповнолітнім. Овайн, ймовірно, мав старшого брата — Мадога — який, можливо, помер у дитинстві.
Молодий Овайн ріс поруч з будинком Девіда Ганмера і незабаром почав займатися вивченням англійського права — для того, щоб стати адвокатом. Цьому сприяли Девід і Річард Фіцалан, граф Арундел. Овайн, як вважають, був відправлений до Лондона для вступу в Судові інни. Ймовірно, він вивчав право як учень, упродовж семи років. Можливо, він був у Лондоні під час селянського повстання Вота Тайлера 1381 році. У 1383 Овайн повернувся до Уельсу, де одружився з дочкою Девіда Ганмера, Маргарет. Він став володарем Гліндифрдві.
Гліндур вступив на військову службу до англійського короля у 1384 році, коли він був прийнятий на гарнізонну службу під командуванням сера Грегорі, відомого під ім'ям «Валлієць» Сайс або Сер Дігора Сайс, на англійсько-шотландській межі поруч з Берік-апон-Твід. У серпні 1385 року Овайн служив королю Річардові під командуванням Джона Гонта — і знову на кордоні з Шотландією. 3 вересня 1386 року він був викликаний для дання свідчень у судовому розгляді Скропе п. Гросвенорі в Честері. У березні 1387 року Овайн перебував на південному сході Англії, де служив під керівництвом того самого Річарда Фіцалана, адмірала флоту, який був переможений у морській битві з франко-іспансько-фламандським флотом біля берегів графства Кент. Після смерті тестя, сера Девіда Ганмера, в кінці 1387 року Гліндур повернувся до Уельсу як виконавець свого майна. Він, можливо, служив зброєносцем у Генріха Болінгброка (який згодом стане королем Англії Генріхом IV), сина Джона Гонта, під час битви при Редкотському мості в грудні 1387. Таким чином, беручи участь у різних гарячих точках, Овайн отримав досвід у військовій справі.
Король Річард був неактивний у наростальному конфлікті з лордами-апелянтами того часу. У 1390 році помер Грегорі Сайс, а в 1397 році помер і граф Арундел. Бард Йоло Рудий відвідав Овайна в його володіннях і написав кілька од про Овайна, прославляючи його щедрість.

### Брати і сестри
Овайн Гліндур мав таких братів і сестер:
- Мадог, помер у дитинстві
- Теудр, Лорд Гвідделверн, народився близько 1362 року, помер 11 березня 1405 року в Брекнокширській битві.
- Грифід, мав доньку Єву
- Лорі, одружилася з Робертом Пулестоном[en] з Емрала
- Ізабель, одружена з Адамом ап Йорвертом.
- Морфудд, перший чоловік сер Річард Крофт, другий чоловік Давид ап Еднівед
- Ґвенлліан

### Повстання

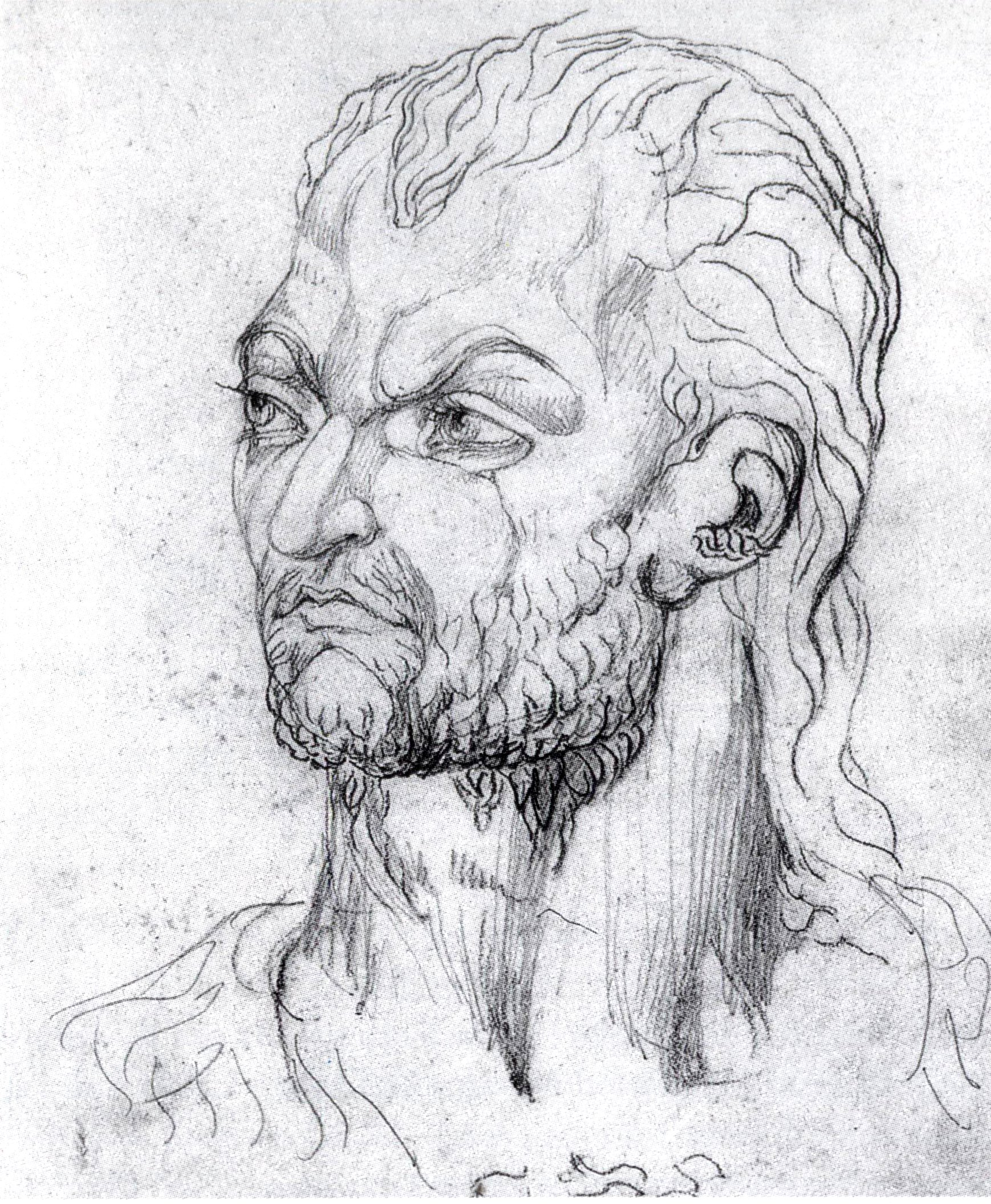
Овайн Гліндур. Малюнок Вільяма Блейка з серії Голови примар, близько 1819

#### Причина
Бажаючи зміцнити свою владу і зламати міць могутніх магнатів, які загрожували трону, король Річард II почав систематичне зміцнення своєї влади, яке торкнулося і землі західного Уельсу. Уельс перебував в управлінні складної і заплутаної системи напівавтономних феодальних держав, єпископств, графств і земель, що перебували в безпосередньому володінні короля. Незадоволені королем були знищені, а їхні землі були відібрані й частково роздані прихильникам короля. Валлійці з найширших верств населення отримали посади і посади в нових королівських землях, що відкривало перед ними великі життєві перспективи. Водночас, англійські магнати були стурбовані зростанням королівської влади. Пізніше, у зв'язку з арештом і таємничою смертю короля Річарда II, валлійці, що втратили колишню опору в його особі, виступили проти цього перевороту. 10 січня 1400 року відбулися серйозні заворушення в прикордонному місті Честері, що сталися через страту відданого Річардові II капітана англійських лучників. На валлійському кордоні почалися заворушення.
Повстання спровокувала тривала територіальна суперечка між валлійським лицарем Овайном Гліндуром і бароном Реджинальдом де Греєм, відомим своєю поганою репутацією серед валлійського населення. У 1399 році прихильник і друг короля Річарда — Гліндур — з його допомогою виграв суперечку; однак після смерті короля все змінилося, і прихильник нового короля барон Реджинальд де Грей переміг. Ба більше, де Грей навмисно не став надсилати Гліндуру наказ про збір феодального ополчення для чергової військової кампанії, що стало приводом для короля звинуватити Гліндура у зраді. Він був позбавлений своїх володінь, а баронові де Грею було наказано розправитися з «бунтівником». Овайну Гліндуру не залишалося нічого іншого, окрім як чинити опір.

#### Перші роки
16 вересня 1400 року Овайн почав діяти і був проголошений принцом Уельським при невеликій групі його послідовників, включаючи його старшого сина, братів та декана Санкт-Асафа. Саме по собі ця дія виглядала як революційна заява. Прихильники Овайна швидко поширилися в північно-східній частині Уельсу. До 19 вересня фортеця де Грея зазнала нападу і була майже зруйнована. Денбіг, Рудлан, Флінт, Гаварден і Голт також зазнали атаки повстанців і незабаром швидко були захоплені. 22 вересня Освестрі так сильно постраждав від нальоту Овайна, що його довелося після цього перебудовувати. 24 вересня Овайн рушив на південь і атакував замки в Повісі, в тому числі і Велшпул. Одночасно і Тюдори з Англсі почали партизанську війну проти англійців. Тюдори були відомою родиною в Англсі і були тісно пов'язані з королем Річардом II. Гвілім ап Тудор і Ріс ап Тудор були капітанами валлійських лучників у кампанії Річарда II в Ірландії. Вони швидко присягнули на вірність своєму двоюрідному братові, Овайну Гліндуру.
Король Генріх IV рухався на північ проти Шотландії, але, дізнавшись про почате повстання, швидко повернув армію і до 26 вересня був у Шрусбері і був готовий для вторгнення в Уельс. Блискавично Генріх повів своє військо з Північного Уельсу. В цей час він постійно зазнавав переслідувань та нападів, за поганої погоди, з боку валлійських партизанів. 15 жовтня він повернувся в Шрусберський замок з поріділим військом.

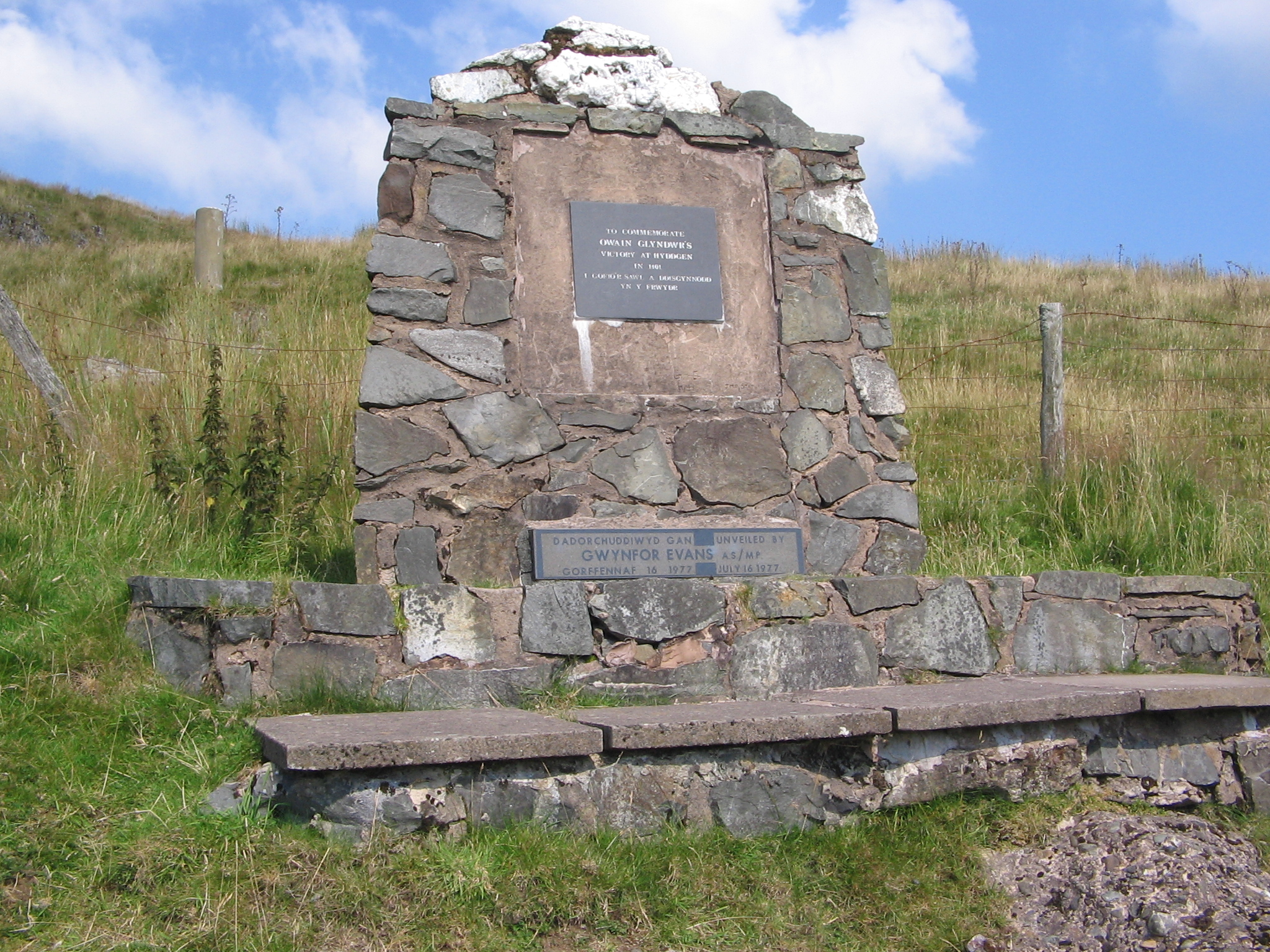
Пам'ятник полеглим у битві при Мінідд Гіддген

У 1401 році повстання почало поширюватися по всьому Уельсу. Вся північна і центральна частини Уельсу стали підтримувати ОВайна. Кілька атак було здійснені на англійські міста, замки й маєтки по всій Півночі. Навіть з Півдня Брекона і з Гвента стали приходити звістки про бандитизм і беззаконня з боку угруповань, які називають себе Дітьми Овайна. Король Генріх призначив Генріха Персі — знаменитого «Готспура», легендарного воїна і могутнього графа Нортумберленда — покарати повстанців. Готспур видав амністію в Марці, згідно з якою, в разі припинення повстання, всі будуть помилувані, за винятком Овайна і його двоюрідних братів, Ріса і Гвіліма. Брати Тюдори вирішили захопити замок Конві. Гарнізон замку становив всього лише п'ятнадцять мечників і шістдесят стрільців, але мали достатні запаси продовольства, а також прекрасне положення — оточення морем, але, в будь-якому випадку, Тюдорів було всього сорок чоловік. Їм знадобився хитромудрий план. У Страсну п'ятницю, яка збіглася з 1 квітня — Днем усіх дурнів — всі, крім п'ятьох осіб із загону, за словами Адама з Аска, автора хроніки, «удавано прийшли до замку як робочі теслі на своє звичне місце роботи. Опинившись усередині, валлійські теслі напали на двох охоронців і відкрили ворота, і, таким чином, забезпечили вхід для повстанців». Хоча Генрі Готспур прибув з Денбіга зі 120 мечниками і 300 лучниками, він знав, що буде потрібно набагато більше, щоб повернути замок, і був змушений вести переговори з Тюдорами. Внаслідок перемовин Тюдори також отримали амністію.
У середині червня 1401 року війська Овайна Гліндура зустрілися з англійцями в Плінлімона, де і сталася битва. Овейн і його армія з чотирьох сотень людей розташувалися в нижній частині долини Гіддген, в той час як їм протистояли тисяча п'ятсот англійців і фламандців, налаштованих проти них. У тій битві Овайн згуртував свою армію, і вони завдали нищівного удару, убивши 200 осіб і взявши в полон багатьох з уцілілих. Ситуація була досить складною і серйозною для короля, і він почав збирати нову каральну експедицію. Цього разу він напав через центральний Уельс. Зі Шрусбері і Герефордського замку сили Генріха IV проїхали Повісом до абатства Страта Флорида. Цистерціанці знали як симпатиків Овайну, і Генріх з'явився до них з метою нагадати їм про їхню лояльність, для запобігання повстання та його поширення далі на південь. Після багатьох днів негоди і постійних нападів з боку сил Овайна, Генріх досяг абатства. Король був не в настрої бути милосердним. Після дводенного штурму його армія частково зруйнувала монастир і стратила ченців, яких підозрювали в союзницьких відносинах з Овайном Гліндуром. Овайн не збирався битися у відкриту з великою королівською армією і надав перевагу партизанським діям. Армія Генріха була змушена відступити — як і півроку тому. Солдати наскрізь промокли внаслідок довгих дощів. Вони спали у своїх обладунках, а Генріх і зовсім мало не загинув, коли його намет був змитий. Мокрі, голодні і сумні, англійці повернулися до замку Герефорд, так нічого і не добившись. Рік закінчився битвою при Тутіллі 2 листопада, під час невдалої облоги Овайном замку Карнарвон.

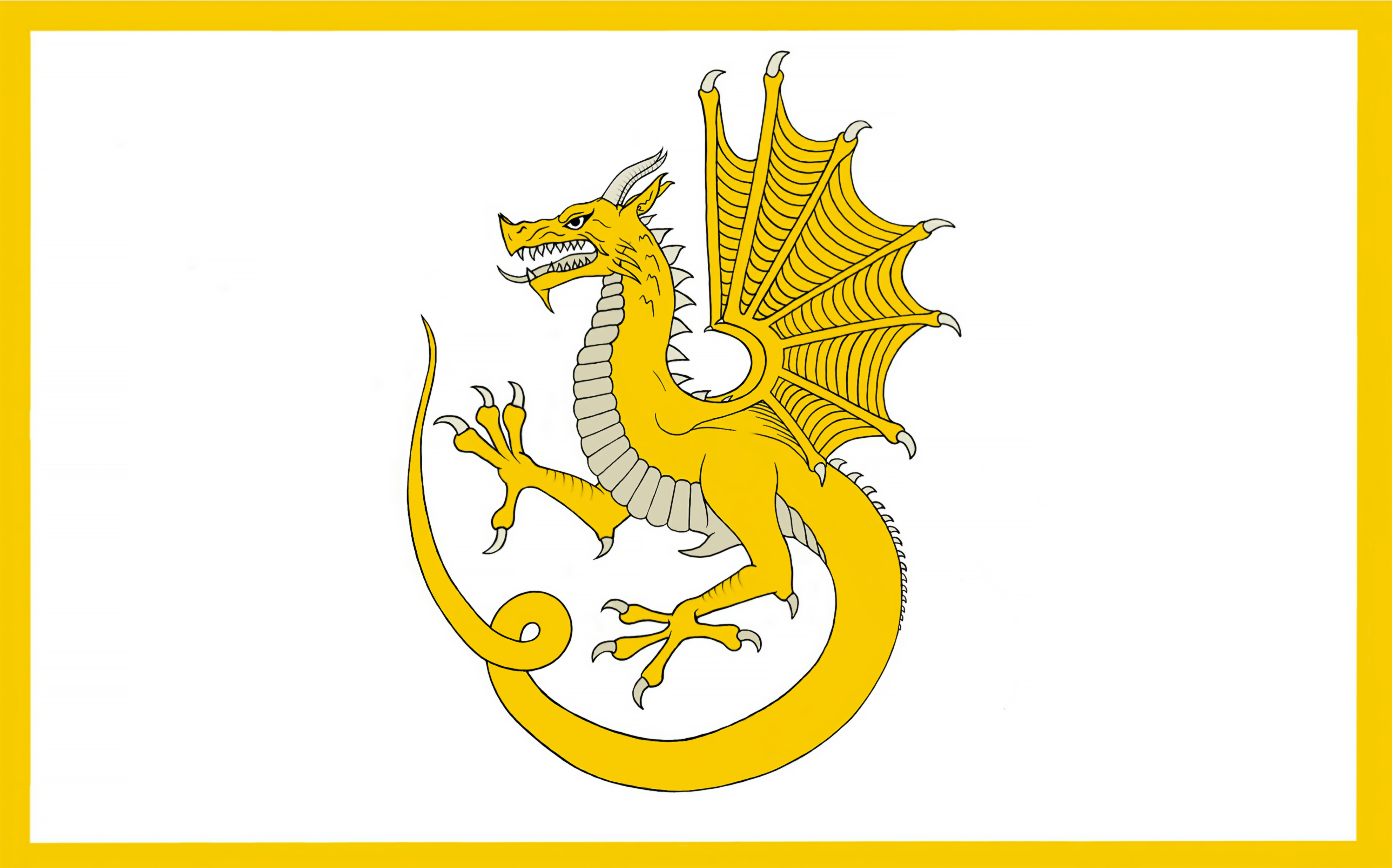
c.1400 — c.1416 Y Ddraig Aur (Золотий дракон).
Королівський стандарт Овайна Гліндура, принца Уельського, знаменито піднятий над Кернарфоном під час битви при Тутіллі 1401 року проти англійців.

Англійці бачили, що посилення повстання неминуче привертає багатьох невдоволених, прихильників поваленого короля Річарда II. Генріх IV був стурбований з приводу можливого невдоволення в Чеширі і ще більшою мірою схвильований новинами з Північного Уельсу. Готспур скаржився, що він не отримує достатньої підтримки з боку короля і що репресивна політика Генріха тільки посилює повстання. Він стверджував, що переговори і компроміс можуть переконати Овайна закінчити повстання. Насправді, іще в 1401 році Готспур, можливо, вів таємні переговори з Овайном і з іншими керівниками повстання, щоб спробувати домовитися про врегулювання подій. Ланкастери завдали удару у відповідь по валлійському законодавству, з метою створення англійського панування в Уельсі. Колишні закони були кодифікованими на загальній практиці та діяли на території Уельсу і на території Валлійської марки впродовж багатьох років. У новому законі всім валлійцям заборонялося купувати землю в Англії, обіймати будь-які державні посади в Уельсі, заборонялося носити зброю навіть з метою захисту будинків, валлійська дитина не мала отримувати освіту, жоден англієць не міг бути засуджений за позовом від валлійця, валлійці мали бути строго оштрафовані, якщо вони одружуються з англійками або якщо англієць одружується з валлійкою, всі публічні збори відтепер заборонялися. Ці закони були пущені в дію з метою запобігання входження валлійців до складу повстанців.
У січні 1402 року «старий добрий друг» Овайна — Реджинальд де Грей — потрапив у засідку, влаштовану Овайном в Рутині. Овайн тримав де Грея протягом року і отримав за нього, від Генріха IV, викуп у розмірі 10000 марок. Після цього Реджинальд залишився в боргу перед королем, причому де Грей поклявся Гліндуру, що більше не піде проти нього мечем. У червні 1402 року військо Овайна зустрілося з англійськими військами під керівництвом сера Едмунда Мортімера, в битві при Брін Гласі, що в центральному Уельсі. Армія Мортімера була розбита, а сам він потрапив до полону. Мортімер повідомив, що всюди вбивають англійських солдатів як помсту за їхні насильства над валлійськими жінками. Гліндур запропонував випустити Мортімера за великий викуп, але Генріх IV відмовився. Едмунд Мортімер мав більше прав на престол, ніж сам Генріх, тому король Англії вирішив не викуповувати родича. У відповідь на це, сер Едмунд уклав союз з Овайном і одружився з однією з його дочок, Катрін.
Можливо також, що Овайн домігся союзу в 1402 році з Францією, оскільки згадується допомога йому з боку франко-бретонських військ. Франція вирішила використовувати Уельс, також як і Шотландію, як тильного союзника у війні проти Англії. Французькі капери почали нападати на англійські кораблі в Ірландському морі і стали поставляти зброю валлійцям. Французькі та бретонські пірати також активно брали участь у нападах Овайна на англійців.

#### Союз із Францією і Тристороння угода

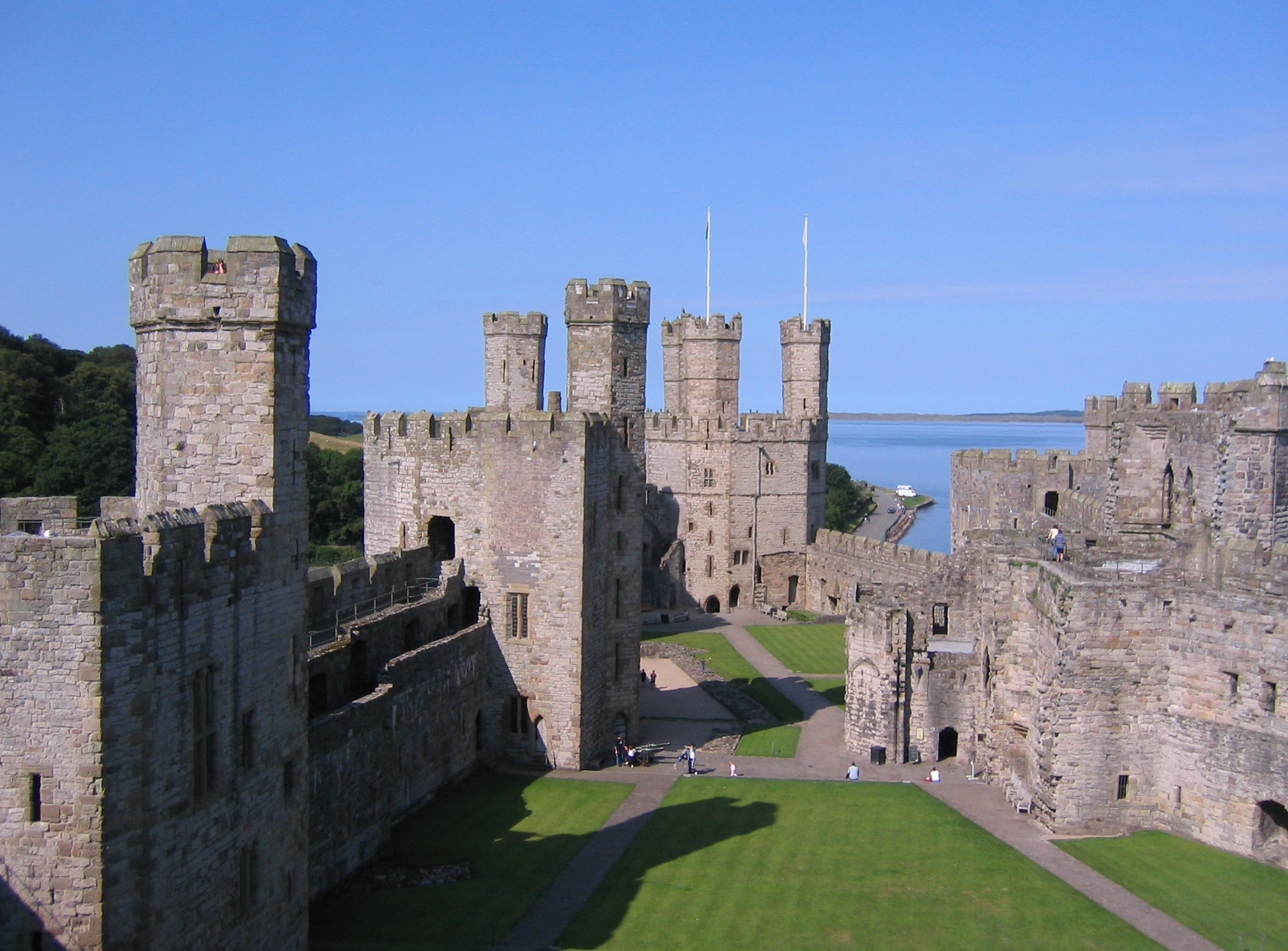
Замок Карнарвон

Овайн намагався знайти, окрім Франції, й інших союзників. Хоча переговори з Шотландією та Ірландією не увінчалися успіхом, Овайн в основному сподівався на допомогу все тих же бретонців і Франції. Овайн поквапився відправити Грифіда Юного і Джона Ганмера до Франції для переговорів з королем про допомогу у війні проти Англії. Результат переговорів сторін виявився позитивним, французи пообіцяли допомогти. Незабаром, об'єднані сили валлійців і франко-бретонців атакували і взяли в облогу замок Кідвеллі. Потім валлійцям вирішили допомогти шотландці. Шотландські та французькі капери діяли навколо Уельсу. Шотландські судна здійснили наліт на англійські поселення, які перебували на півострові Ллін в 1400 році і 1401 році. У 1403 році Бретонська ескадра розгромила англійців у Ла-Манші, а потім спустошила Джерсі, Гернсі і Плімут, у той час як французи здійснили висадку на острові Вайт. У 1404 вони здійснили набіги на узбережжя Англії, з валлійським військами на борту, підпалили Дартмут і руйнівно пройшлися по Девону.
1403 рік став значущим, рік, коли повстання стало справді національним в Уельсі. Овайн вдарив у напрямку захід — південь. Одне село за іншим приєднувалося на бік Гліндура. Англійські маєтки і замки впали під натиском Овайна, а їхні жителі здалися. Нарешті, Кармартен, одна з головних точок Англії на території південно-західного Уельсу, був взятий в облогу і захоплений Овайном. Овайн потім розвернувся і атакував Гламорган. Замок Абергавенні зазнав нападу й облоги, як наслідок, частина стіни була спалена. Овайн рушив далі на південь, вниз по долині річки Аск до узбережжя, спаливши Аск і захопивши замки Кардіфф і Ньюпорт. Королівські чиновники повідомляють, що всі валлійські студенти, учні в Оксфордському університеті, покинули місце навчання і поїхали до Уельсу, щоб приєднатися до повстання. Аналогічно до інших валлійських робітників та ремісників, які залишили своїх англійських роботодавців і в масовому порядку, також приєдналися до Овайна Гліндура. Овайн також міг покластися на досвідчені війська з англійської армії, що були в кампанії у Франції та Шотландії. Сотні валлійських лучників і досвідчені люди по зброї залишили англійську службу, щоб приєднатися до повстання.

На півночі Уельсу, прихильники Овайна в союзі з бретонськими військами взяли в облогу й захопили замок Карнарвон. У відповідь на це, Генрі Монмутський (син Генріха IV і майбутній король Англії Генріх V) напав і спалив будинки Овайна в його маєтках, Гліндифрдві і Сичарт. Генрі Готспур перейшов на бік Овайна і підняв прапор повстання в графстві Чешир, який був оплотом підтримки короля Річарда II, і закликав підтримати право свого двоюрідного брата Генріха на престол. 16 липня Генрі Монмутський повернув на північ, щоб зустрітися з повстанцями, очолюваними Готспуром. 21 липня Генрі приїхав до Шрусбері. Війська Готспура також підійшли до міста і між ними розпочався бій, який тривав увесь день, внаслідок чого, Генрі був важко поранений стрілою в обличчя, але його армія продовжувала боротися до кінця. Коли під час битви пішов слух про те що Готспур впав на землю, опір повстанців почав давати збої і люди почали тікати. До кінця дня, Готспур вже був мертвий, і його бунт так і закінчився. Понад 300 лицарів загинуло до 20000 чоловік були вбиті або поранені.

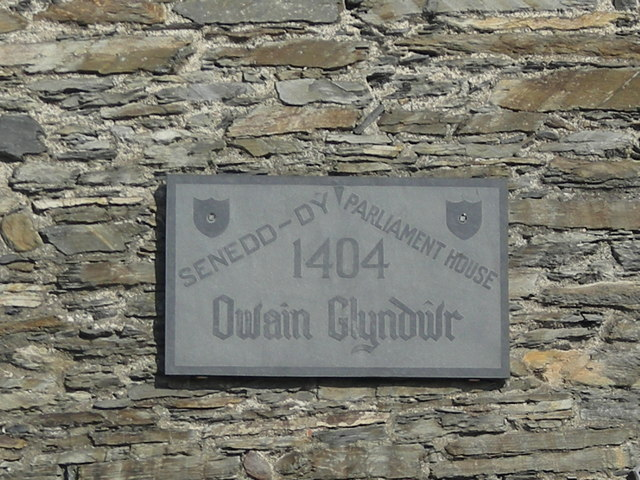
Меморіальна дошка в пам'ять про Валлійський парламент

У 1404 році, Овайн захопив замки Гарлек і Абериствіт. Прагнучи продемонструвати свою серйозність, як правитель, він провів суд у Гарлеку і призначив хитрого і блискучого Гриффідда Молодого його канцлером. Незабаром після цього він скликав свій перший парламент в Махінллеті (або правильніше Кинулліад, або «збір»), куди прибуло багато знатних валлійців, де Овайн був коронований принцом Уельським і оголосив про свою національну програму. Він заявив, що бачить Уельс як незалежну державу з валлійським парламентом і з окремою Валлійською церквою. В Уельсі будуть два національних університети (один на півдні і один на півночі), а також усі повернутися до традиційних законів Гівела Доброго. Англійський опір було зменшено до кількох ізольованих замків, стін міст і укріплених садиб.
Овайн продемонстрував свій новий статус на переговорах «Тристоронньої Емісії» з Едмундом Мортімером і Томасом Персі Вустерським, який був дядьком Генрі Готспура. Згідно з Емісією, вони троє погодилися розділити Англію та Уельс між собою. За Емісією, Уельс буде поширюватися далеко на схід, до річки Северн і Мерсі, таким чином включаючи території Чешира, Шропширі і Герефордшира. Едмунд Мортімер повинен був стати королем Південної Англії, а Томас Персі стане королем Північній Англії. Більшість сучасних істориків вважали і вважають цю емісію, як політ фантазії Овайна, Едмунда і Томаса. Проте, слід пам'ятати, що на 1404 рік ув Овайн не було проблем у війні проти Англії. Місцеві англійські громади в Шропширі, Герефордшир і Монтгомериширі перестали активно чинити опір і тепер самі погоджувалися з повстанцями. Ходили чутки, що старі союзники Річарда II посилали гроші і зброю для підтримки повстання валлійців, цистерціанців і францисканців. Навіть після смерті Генрі Готспура, його батько Генрі Нортумберлендський і архієпископ Йоркський Річард ле Скруп очолили продовження повстання.

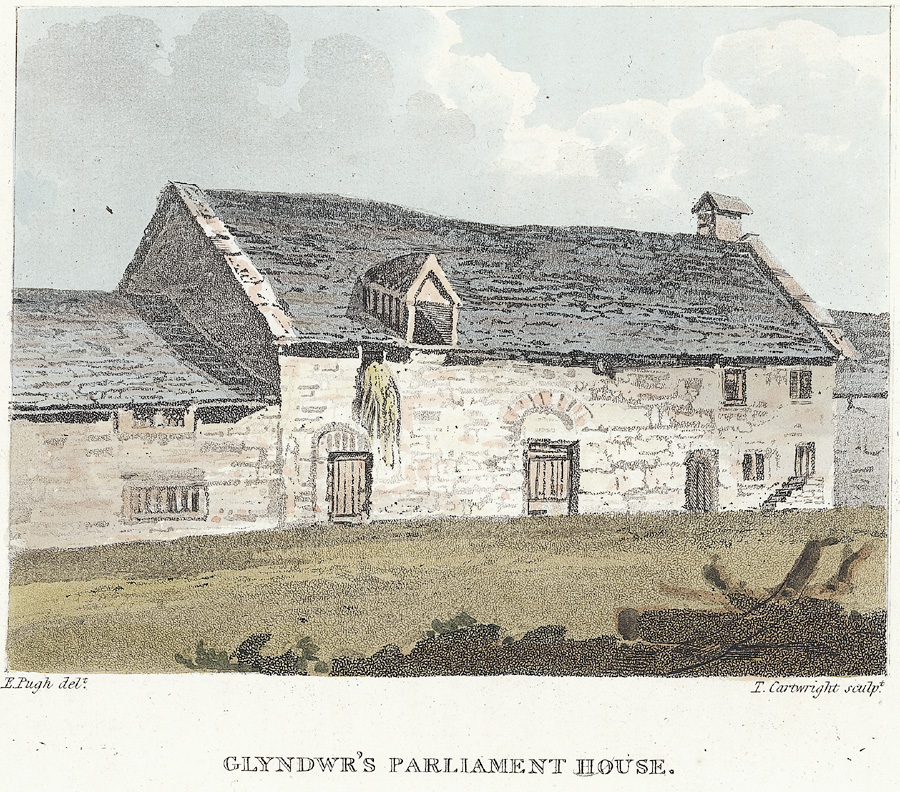
Будинок парламенту Гліндура, Махінллет. 1814

1405 рік ознаменувався в Уельсі, як «Французький рік». У цей час, у Франції, французькі сили почали активно витісняти англійців з Аквітанії. У липні 1405 року франко-бретонські війська, чисельністю в 3 000 лицарів і панцирників, на чолі з Жаном де Ре, залишили Брест і висадилися в Мілфорд-Гейвені, що в західному Уельсі. На жаль, вони не запасалися достатньою кількістю питної води і по дорозі багато їхніх бойових коней померло. З собою вони привезли сучасні облогові обладнання. Їхні об'єднані сили захопили місто Гейверфордвест, але не змогли захопити замок. Потім вони рушили далі на схід і відвоювали Каермартен і взяли в облогу Тенбі. Що сталося далі, залишається загадкою. Франко-валлійські сили продовжували рухатися строго на схід, пройшовши через Гламорган і Гвент. Потім пройшли через Герефордшир і зупинилися в Вустерширі. Вони зустрілися з англійською армією, на захід від Ґрейт Вітлі, що всього у десяти милях від Вустера, на чолі з Генріхом IV, який вибудував їх на пагорбі Абберлі з видом на південь до армії Овайна, яка розташовувалася біля городища Вудбері Гілл, яке досі, серед певних кіл, відоме як пагорби Овайна. Війська зайняли бойові позиції і щодня дивилися один на одного, не приймаючи жодних серйозних дій, протягом восьми днів. Битва так і не почалася. Потім, з причин, які досі не з'ясовані, обидві сторони відступили. Стратегією Генріха, можливо, була в тому, щоб продовжити стояння двох армій, таким чином, послабити і залякати валлійську армію. Валлійці і незабаром французи відступили до Уельсу.
Уже близько року французи і бретонці діяли на території Уельсу і Англії. Основна теорія, чому обидві сторони відмовилися від проведення битви і вирушили додому, полягає в такому. Англійці перебували на своїй рідній території, яка була знайома їм, і невідома для сил Овайна. Генріх хотів, незабаром, оточити армію валлійців, позбавивши їх прожитку й припасів. Це послабило рішучість валлійців для продовження боротьби, оскільки вони перебували глибоко на території свого супротивника. Цей відступ, можливо, надалі вплинув на долю повстання.

#### Кінець повстання

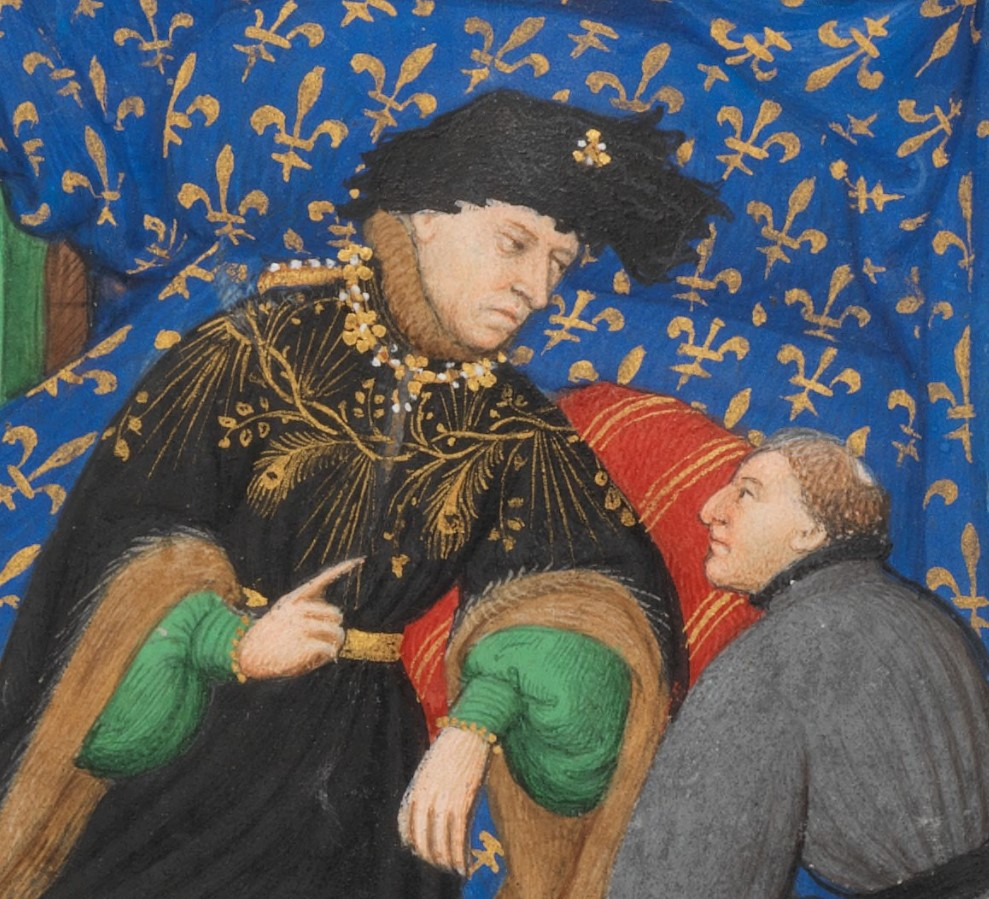
Карл VI відмовляє в допомозі повстанцям

11 березня 1405 року повсталі на чолі з Тудором ап Грифідом зазнали поразки в битві при Гросмонті від англійців, на чолі яких стояв Генріх IV або Джон Тальбот. У тій битві Тудор загинув. 5 травня 1405 року в битві при Пулл Мелін, що поруч з Аском, англійці на чолі з Річардом Греєм і Девідом Кульгавим, розгромили загони повсталих на чолі з Рісом Смаглявим і Грифідом ап Овайном. У тій битві Ріс загинув, а Грифід був узятий у полон і відправлений в Тауер. Король Англії вирішив жорстоко покарати повстанців, а припинити саме повстання вирішив шляхом залякування. Адам з Аска каже, що після битви при Пулл Меліні, король Генріх захопив триста полонених, і всіх їх обезголовив перед замком Аск. Джон ап Гівел, настоятель сусіднього цистерціанського монастиря, що в Ллантарнамі, був убитий в тій битві, коли забирав загиблих з поля бою. Англійські війська висадилися в Англсі прибувши з Ірландії. Протягом наступного року вони поступово придушили повстання на цьому острові, а також у Гвінеді.

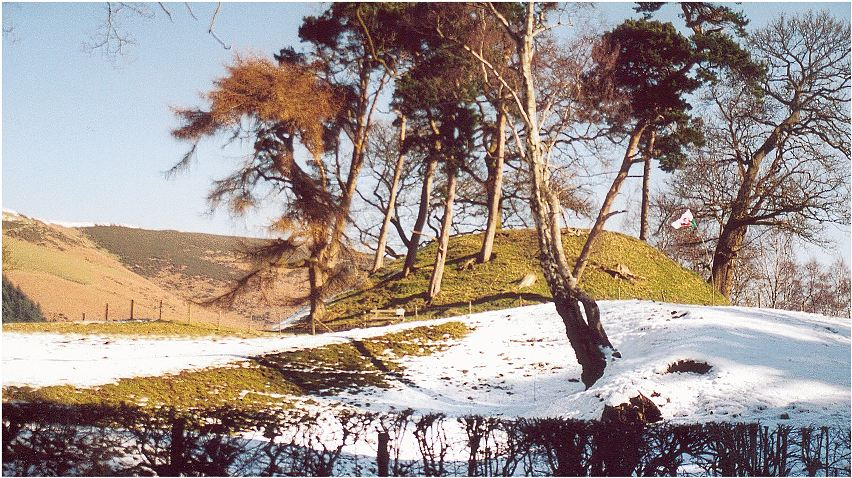
Залишки замку Овейна Гліндура, 2008 р.

До 1406 року більшість французьких військ залишила територію Англії і Уельсу, після того як Англія і Франція стали наближатися до підписання мирного договору. У своєму"Пеннальному листі", Овайн, обіцяв Карлові VI, королю Франції, в разі перемоги над Англією, підпорядкування Валлійської церкви Авіньйонським Папам, яким на ту мить був Бенедикт XIII. Однак, це ніяк не вплинуло на рішення короля Франції.
Англійський король взявся за нову стратегію, згідно з якою, замість того, щоб зосередитися на каральних експедиціях слід було б влаштувати економічну блокаду Уельсу. З допомогою англійських замків в Уельсі йому вдалося відрізати повсталих від введення торгівлі і постачання зброї і харчів. До 1407 році ця стратегія починає приносити свої плоди. Один за іншим, лорди почали здаватися в полон. До середини літа, замок Овайна в Абериствіті був взятий в облогу. Тієї ж осені замок був захоплений. У 1408 році в битві при Бреммем Мур, Генріх Персі був розбитий і вбитий військом під командуванням Томаса де Рокебі, шерифа Йоркширського. У 1409 році на черзі став замок Гарлек. Овайн послав своїх людей до Франції для переговорів, але це не допомогло. Грифід Юний був відправлений до Шотландії, щоб спробувати умовити їх для початку військових дій проти Англії, але ті відмовилися. Гарлек був захоплений. Едмунд Мортімер загинув в одній із битв у 1409 році, а після його сім'я була схоплена і ув'язнена в Тауері, де вже сидів Грифід ап Овайн.

Становище Овайна, і повстанців загалом, погіршувалось. У 1410 році Овайн приготував своїх воїнів для останнього рейду вглиб Шропширу. Попри останні невдалі події, Овайна ще підтримували багато валлійці. Рейд був відбитий, самі повстанці були розгромлені, багато взято до полону, Овайну вдалося врятуватися. Ріс іх Кардігана, один з найвірніших командирів Овайна, був схоплений і доставлений до Лондона для страти. У хроніках того часу говориться, що Ріс Чорний був: «…протяганий по землі до Тайберна, де його й повісили, а його тіло було четвертовано і відправлено в чотири частини міста, голову встановили на Лондонському мосту». У 1411 або в 1412 році Філіп Скудамор і Рис ап Тудор були схоплені і обезголовлені в Шрусбері й Честері відповідно, а голови були поставлені на палю біля в'їзду в місто (без сумніву, для того щоб залякати валлійців). У 1412 році у в'язниці помер старший син Овайна — Грифід.

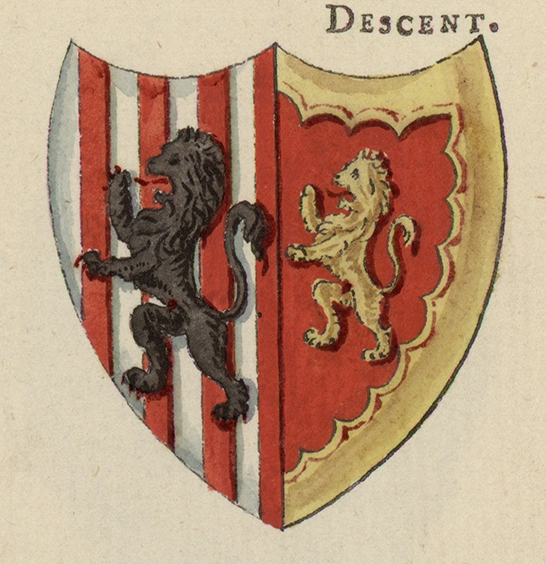
Герб Гліндура; з Подорожі в Уельс (A Tour in Wales) Томаса Пеннанта (1726—1798). Запис трьох подорожей, які він здійснив через Уельс між 1773 і 1776 роками.

У 1412 році в Бреконі потрапив у засідку, влаштовану Овайном, Девід Кульгавий, але потім він був викуплений англійським королем. Це були останні спалахи повстання. І це був останній раз, коли Овайна бачили живим його вороги. Ще в 1414 році ходили чутки, що в Герефордшир, лідер Лолардів, сер Джон Олдкасл спілкувався з Овайном, після чого підкріплення були спрямовані в основні замки на півночі й півдні Уельсу. У Сновдонії ще тривало повстання. У 1413 році був спійманий і страчений Гвілім ап Тудор.
Король Генріх IV помер у 1413 році і королем став його син Генріх V, який почав приймати більш примирливе ставлення до валлійців. Королівське помилування було запропоновано основним керівникам повстання та іншим противникам режиму його батька. У символічному і благочестивому жесті, тіло поваленого короля Річарда II було поховано в Вестмінстерському абатстві. Прихильники Річарда II переметнулися на бік Генріха. Незабаром Гівел Коетмор, брат Ріса Смаглявого, був помилуваний королем і перейшов на англійську службу. У 1415 році Генріх V запропонував помилування Овайну, так як він вже готувався до війни проти Франції. Існує доказ того, що новий король Генріх V вів переговори з сином Овайна, Маредідом, але той відмовився і залишився на боці батька. У 1415 році, в Тауері, померли Кетрін, дочка Овайна і дружина Едмунда Мортімера, і її діти. Існує ряд доказів, у поезії валлійського барда Ллавддена наприклад, що кілька повстанців продовжували битися навіть після 1421 року, під керівництвом Філіпа ап Риса, зятя Овайна.
Валлійські хроніки (Panton MS. 22). Останній запис щодо принца каже:
1415 — Овайн зник у Гарвесті в день св. Матвія (21 вересня), а місце його перебування було невідоме. Багато хто казав, що він помер, інші ж так не вважали.
Овайн Гліндур так і не був спійманий англійцями.

#### Наслідки
У 1415 році Англійські закони знову почали діяти в Уельсі. Керівники повстання були або мертві, або поміщені у в'язницю, або понесли величезні штрафи або були прощені шляхом отримання королівського помилування. Повстання забрало велику кількість життів. Уельс, який і так був найбіднішим регіоном в Англії, після придушення повстання ще більше загруз у злиднях. Мандрівники у своїх оповіданнях говорять про зруйновані замки, як-от замок Монтгомері, і монастирі на кшталт абатства Страта Флорида і Аббейкумгір. Торгівля в таких великих містах як Освестрі, зупинилася. Землі, які раніше були родючими, тепер були пустками.
Багато відомих сімей збідніли. У 1411 році на Джона Ганмер було накладено великі штрафи і податки. Тюдори вже не панували над островом Англсі і північно-західною частиною Уельсу, як це було до 1415 року. Брат Гвілім і Риса, загиблих під час повстання, Маредід, переїхав до Лондона, де в нього народився син Овайн. Грозний Генріх Дун який спільно з французами і бретонцями брав в облогу замок Кідвеллі, в 1415 році прийняв помилування. Якимось чином він уникав податків, не сплативши ні копійки. Інші не змогли вписатися в новий порядок. Невідоме число прихильників Овайна пішло у вигнання. Генріх Білий — спадкоємець володіння в Лланстеффані — покинув Уельс і став служити королю Франції Карлу VI, зокрема брав участь у битві під Азенкуром. Грифід Юний також пішов у заслання. У 1415 році він перебував у Парижі. Він прожив іще 20 років і став єпископом Росс у Шотландії, а потім єпископом Гіпону в Північній Африці. У 1421 році Маредід, один з синів Овайна, прийняв помилування короля Англії.

## Зникнення і спадщина

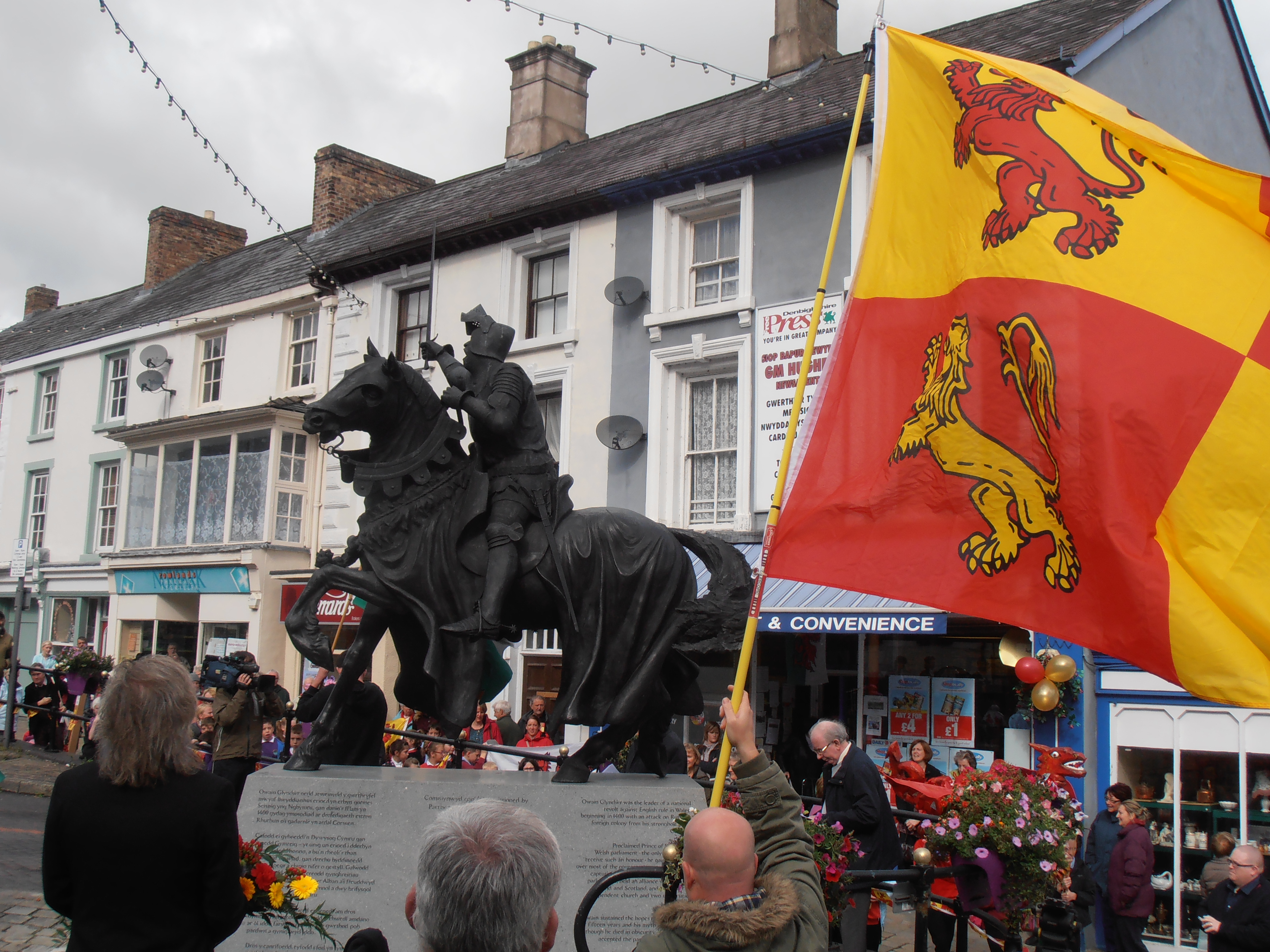
Фестиваль Гліндура, Уельс; вересень 2013 р.

Нічого конкретного про Овайна, після 1412 року, не відомо. Попри запропоновану величезну винагороду, він так і ніколи не був схоплений до полону і не був відданий ким-небудь. Запропоноване королівське помилування Овайн відкинув. Легенда свідчить, що він помер і був похований, можливо, в церкві Корвен, що неподалік від його будинку, або, можливо, у своєму маєтку в Сихарті або в маєтках одного з мужів своїх дочок — у Кентчерчі, на півдні Герефордшира або в Моннінгтоні, західній частині Герефордшира. Дочка Овайна, Еліс, таємно одружилася з сераом Джоном Скудамором, який був призначений шерифом Герефордшира. Якимось чином він пережив повстання і залишався на цьому посту. Ходили чутки, що Овайн нарешті відступив у свої будинки в Кентчерчі. У своїй книзі «Загадка Джека Кента і доля Овайна Гліндура», Алекс Гібон стверджує, що народний герой Джек Кент, також відомий як Шон Кент — насправді і є Овайн Гліндур. Гібон вказує на ряд подібностей між Шоном Кентом і Гліндуром (включаючи зовнішній вигляд, вік, освіта і характер), і стверджує, що Овайн провів свої останні роки, живучи в Еліс видаючи себе за старого францисканського ченця. Є багато казок про Гліндура, де він маскується, щоб отримати перевагу над супротивником під час повстання.
Онук Джона Скудамора був сер Джон Донн з Кідвелл, успішний йорксистский придворний, дипломат і воїн, який забезпечив собі гарне життя, підтримуючи Генріха VII. Родичами сім'ї Донн були відомі деякі англійські дворянські династії, в тому числі Де Вери, які були графами Оксфорда і сім'я Кавендіш, які були герцогами Девоншира.

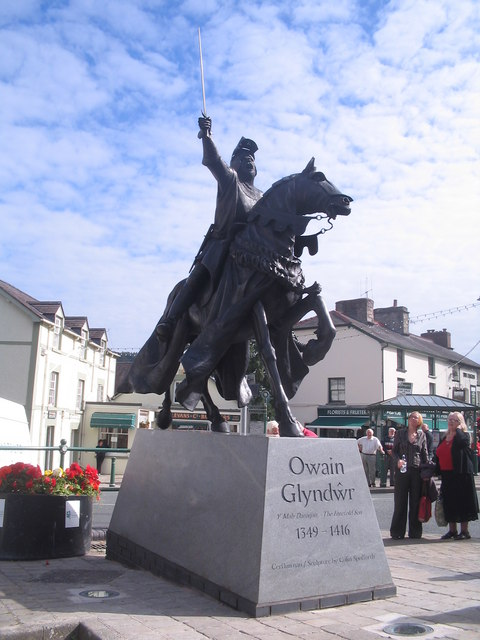
Статуя Овайна Гліндура в Корвені

У 2006 році Едріан Джонс, президент товариства Овайна Гліндура, зробив сенсаційну заяву: «Чотири роки тому ми відвідали прямого нащадка Гліндура (сера Джона Скудамора), в Кентчерчі, в Абергавенні. Він відвіз нас до Моннінгтон Страддел, Герефордшир, де жила одна з дочок Гліндура, Еліс. (Він) сказав нам, що він (Гліндур) провів свої останні дні у дочки, там він і помер. Це була сімейна таємниця впродовж 600 років і навіть мати сера Джона, яка померла незадовго до того, як ми відвідали це місце, відмовлялася розкрити цю таємницю. Там є пагорб, де він, як вважають, похований — на Моннінгтон Страддел».
Адам з Аска, який у свій час був прихильником Гліндура, зробив наступний запис у літописі під 1415 роком: Після чотирьох років приховування від Короля і Королівства, Овайн Гліндур помер і був похований його послідовниками в темну ніч. Його могила була виявлена його ворогами, тому він повинен був бути повторно похований, хоча й неможливо дізнатися, де він був похований.

## Шлюб і діти

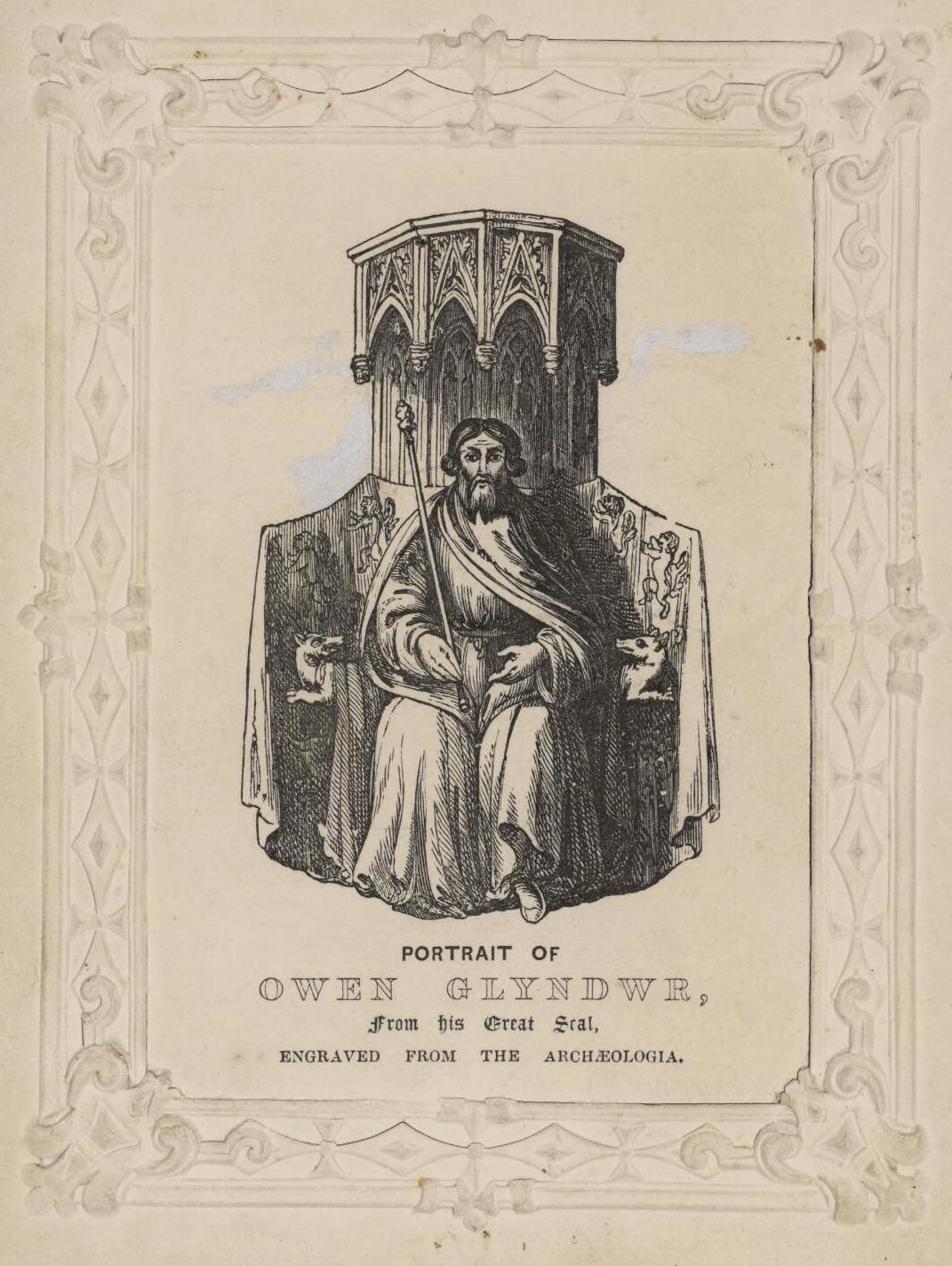
Портрет Овайна Гліндура, з його великої печатки, XIX століття

Овайн був одружений з Маргарет Ганмер, дочкою сера Девіда Ганмера. У них були діти:
- Грифід, народився близько 1375 року, був узятий в полон і ув'язнений в Ноттінгтонському замку, а потім доставлений до лондонського Тауера у 1410 році. Він помер у в'язниці від чуми близько 1412 року.
- Мадог
- Маредід, дата народження невідома, був живий у 1421 році, коли він прийняв помилування.
- Томас
- Джон
- Еліс, у шлюбі з сером Джоном Скудаморою. Вона була леді Гліндифрдві і Кінллайт, а також спадкоємицею трону Повіса, Дехейбарта і Гвінеда.
- Джейн, дружина лорда Грея де Рутина
- Джанет, дружина сера Джона де Крофта, володаря замку Крофт, що в Герефордширі.
- Маргарет, дружина сера Річарда Моннінгтона з Моннігтона, що в Герефордширі.
- Кетрін, дружина Едмунда Мортімера, сина 3-го графа Марч.

Також Овайн мав кілька незаконнонароджених дітей:
- Давид
- Гвенлліан
- Еван (1380—1430)
- Міфанві

## Родовід
|  |  |  |  |  |  | Бледін ап Кінвін пом.1075       | Бледін ап Кінвін пом.1075       | Бледін ап Кінвін пом.1075       | Бледін ап Кінвін пом.1075       | Бледін ап Кінвін пом.1075       | Бледін ап Кінвін пом.1075       |  |  |  |  |  |  | Ріс ап Теудур пом. 1093                    | Ріс ап Теудур пом. 1093                    | Ріс ап Теудур пом. 1093                    | Ріс ап Теудур пом. 1093                    | Ріс ап Теудур пом. 1093                    | Ріс ап Теудур пом. 1093                    |  |  |  |  |  |  |  |  |
|  |  |  |  |  |  | Бледін ап Кінвін пом.1075       | Бледін ап Кінвін пом.1075       | Бледін ап Кінвін пом.1075       | Бледін ап Кінвін пом.1075       | Бледін ап Кінвін пом.1075       | Бледін ап Кінвін пом.1075       |  |  |  |  |  |  | Ріс ап Теудур пом. 1093                    | Ріс ап Теудур пом. 1093                    | Ріс ап Теудур пом. 1093                    | Ріс ап Теудур пом. 1093                    | Ріс ап Теудур пом. 1093                    | Ріс ап Теудур пом. 1093                    |  |  |  |  |  |  |  |  |
|  |  |  |  |  |  | Маредід ап Бледін пом.1132      | Маредід ап Бледін пом.1132      | Маредід ап Бледін пом.1132      | Маредід ап Бледін пом.1132      | Маредід ап Бледін пом.1132      | Маредід ап Бледін пом.1132      |  |  |  |  |  |  | Грифід ап Ріс пом. 1137                    | Грифід ап Ріс пом. 1137                    | Грифід ап Ріс пом. 1137                    | Грифід ап Ріс пом. 1137                    | Грифід ап Ріс пом. 1137                    | Грифід ап Ріс пом. 1137                    |  |  |  |  |  |  |  |  |
|  |  |  |  |  |  | Маредід ап Бледін пом.1132      | Маредід ап Бледін пом.1132      | Маредід ап Бледін пом.1132      | Маредід ап Бледін пом.1132      | Маредід ап Бледін пом.1132      | Маредід ап Бледін пом.1132      |  |  |  |  |  |  | Грифід ап Ріс пом. 1137                    | Грифід ап Ріс пом. 1137                    | Грифід ап Ріс пом. 1137                    | Грифід ап Ріс пом. 1137                    | Грифід ап Ріс пом. 1137                    | Грифід ап Ріс пом. 1137                    |  |  |  |  |  |  |  |  |
|  |  |  |  |  |  | Мадог ап Маредід пом.1160       | Мадог ап Маредід пом.1160       | Мадог ап Маредід пом.1160       | Мадог ап Маредід пом.1160       | Мадог ап Маредід пом.1160       | Мадог ап Маредід пом.1160       |  |  |  |  |  |  | Ріс ап Грифід (Yr Arglwydd Rhys) пом. 1197 | Ріс ап Грифід (Yr Arglwydd Rhys) пом. 1197 | Ріс ап Грифід (Yr Arglwydd Rhys) пом. 1197 | Ріс ап Грифід (Yr Arglwydd Rhys) пом. 1197 | Ріс ап Грифід (Yr Arglwydd Rhys) пом. 1197 | Ріс ап Грифід (Yr Arglwydd Rhys) пом. 1197 |  |  |  |  |  |  |  |  |
|  |  |  |  |  |  | Мадог ап Маредід пом.1160       | Мадог ап Маредід пом.1160       | Мадог ап Маредід пом.1160       | Мадог ап Маредід пом.1160       | Мадог ап Маредід пом.1160       | Мадог ап Маредід пом.1160       |  |  |  |  |  |  | Ріс ап Грифід (Yr Arglwydd Rhys) пом. 1197 | Ріс ап Грифід (Yr Arglwydd Rhys) пом. 1197 | Ріс ап Грифід (Yr Arglwydd Rhys) пом. 1197 | Ріс ап Грифід (Yr Arglwydd Rhys) пом. 1197 | Ріс ап Грифід (Yr Arglwydd Rhys) пом. 1197 | Ріс ап Грифід (Yr Arglwydd Rhys) пом. 1197 |  |  |  |  |  |  |  |  |
|  |  |  |  |  |  | Грифід Майлор пом.1191          | Грифід Майлор пом.1191          | Грифід Майлор пом.1191          | Грифід Майлор пом.1191          | Грифід Майлор пом.1191          | Грифід Майлор пом.1191          |  |  |  |  |  |  | Грифід ап Ріс пом. 1201                    | Грифід ап Ріс пом. 1201                    | Грифід ап Ріс пом. 1201                    | Грифід ап Ріс пом. 1201                    | Грифід ап Ріс пом. 1201                    | Грифід ап Ріс пом. 1201                    |  |  |  |  |  |  |  |  |
|  |  |  |  |  |  | Грифід Майлор пом.1191          | Грифід Майлор пом.1191          | Грифід Майлор пом.1191          | Грифід Майлор пом.1191          | Грифід Майлор пом.1191          | Грифід Майлор пом.1191          |  |  |  |  |  |  | Грифід ап Ріс пом. 1201                    | Грифід ап Ріс пом. 1201                    | Грифід ап Ріс пом. 1201                    | Грифід ап Ріс пом. 1201                    | Грифід ап Ріс пом. 1201                    | Грифід ап Ріс пом. 1201                    |  |  |  |  |  |  |  |  |
|  |  |  |  |  |  | Мадог ап Грифід Майлор пом.1236 | Мадог ап Грифід Майлор пом.1236 | Мадог ап Грифід Майлор пом.1236 | Мадог ап Грифід Майлор пом.1236 | Мадог ап Грифід Майлор пом.1236 | Мадог ап Грифід Майлор пом.1236 |  |  |  |  |  |  | Овайн ап Грифід пом. 1235                  | Овайн ап Грифід пом. 1235                  | Овайн ап Грифід пом. 1235                  | Овайн ап Грифід пом. 1235                  | Овайн ап Грифід пом. 1235                  | Овайн ап Грифід пом. 1235                  |  |  |  |  |  |  |  |  |
|  |  |  |  |  |  | Мадог ап Грифід Майлор пом.1236 | Мадог ап Грифід Майлор пом.1236 | Мадог ап Грифід Майлор пом.1236 | Мадог ап Грифід Майлор пом.1236 | Мадог ап Грифід Майлор пом.1236 | Мадог ап Грифід Майлор пом.1236 |  |  |  |  |  |  | Овайн ап Грифід пом. 1235                  | Овайн ап Грифід пом. 1235                  | Овайн ап Грифід пом. 1235                  | Овайн ап Грифід пом. 1235                  | Овайн ап Грифід пом. 1235                  | Овайн ап Грифід пом. 1235                  |  |  |  |  |  |  |  |  |
|  |  |  |  |  |  | Грифід ап Мадог пом.1269        | Грифід ап Мадог пом.1269        | Грифід ап Мадог пом.1269        | Грифід ап Мадог пом.1269        | Грифід ап Мадог пом.1269        | Грифід ап Мадог пом.1269        |  |  |  |  |  |  | Маредід ап Овайн пом. 1265                 | Маредід ап Овайн пом. 1265                 | Маредід ап Овайн пом. 1265                 | Маредід ап Овайн пом. 1265                 | Маредід ап Овайн пом. 1265                 | Маредід ап Овайн пом. 1265                 |  |  |  |  |  |  |  |  |
|  |  |  |  |  |  | Грифід ап Мадог пом.1269        | Грифід ап Мадог пом.1269        | Грифід ап Мадог пом.1269        | Грифід ап Мадог пом.1269        | Грифід ап Мадог пом.1269        | Грифід ап Мадог пом.1269        |  |  |  |  |  |  | Маредід ап Овайн пом. 1265                 | Маредід ап Овайн пом. 1265                 | Маредід ап Овайн пом. 1265                 | Маредід ап Овайн пом. 1265                 | Маредід ап Овайн пом. 1265                 | Маредід ап Овайн пом. 1265                 |  |  |  |  |  |  |  |  |
|  |  |  |  |  |  | Грифід Молодший I пом. 1289     | Грифід Молодший I пом. 1289     | Грифід Молодший I пом. 1289     | Грифід Молодший I пом. 1289     | Грифід Молодший I пом. 1289     | Грифід Молодший I пом. 1289     |  |  |  |  |  |  | Овайн ап Маредід пом. 1275                 | Овайн ап Маредід пом. 1275                 | Овайн ап Маредід пом. 1275                 | Овайн ап Маредід пом. 1275                 | Овайн ап Маредід пом. 1275                 | Овайн ап Маредід пом. 1275                 |  |  |  |  |  |  |  |  |
|  |  |  |  |  |  | Грифід Молодший I пом. 1289     | Грифід Молодший I пом. 1289     | Грифід Молодший I пом. 1289     | Грифід Молодший I пом. 1289     | Грифід Молодший I пом. 1289     | Грифід Молодший I пом. 1289     |  |  |  |  |  |  | Овайн ап Маредід пом. 1275                 | Овайн ап Маредід пом. 1275                 | Овайн ап Маредід пом. 1275                 | Овайн ап Маредід пом. 1275                 | Овайн ап Маредід пом. 1275                 | Овайн ап Маредід пом. 1275                 |  |  |  |  |  |  |  |  |
|  |  |  |  |  |  | Мадог Кріпл c. 1275 - 1304      | Мадог Кріпл c. 1275 - 1304      | Мадог Кріпл c. 1275 - 1304      | Мадог Кріпл c. 1275 - 1304      | Мадог Кріпл c. 1275 - 1304      | Мадог Кріпл c. 1275 - 1304      |  |  |  |  |  |  | Ллівелін ап Овайн пом. 1308                | Ллівелін ап Овайн пом. 1308                | Ллівелін ап Овайн пом. 1308                | Ллівелін ап Овайн пом. 1308                | Ллівелін ап Овайн пом. 1308                | Ллівелін ап Овайн пом. 1308                |  |  |  |  |  |  |  |  |
|  |  |  |  |  |  | Мадог Кріпл c. 1275 - 1304      | Мадог Кріпл c. 1275 - 1304      | Мадог Кріпл c. 1275 - 1304      | Мадог Кріпл c. 1275 - 1304      | Мадог Кріпл c. 1275 - 1304      | Мадог Кріпл c. 1275 - 1304      |  |  |  |  |  |  | Ллівелін ап Овайн пом. 1308                | Ллівелін ап Овайн пом. 1308                | Ллівелін ап Овайн пом. 1308                | Ллівелін ап Овайн пом. 1308                | Ллівелін ап Овайн пом. 1308                | Ллівелін ап Овайн пом. 1308                |  |  |  |  |  |  |  |  |
|  |  |  |  |  |  | Грифід ап Мадог II              | Грифід ап Мадог II              | Грифід ап Мадог II              | Грифід ап Мадог II              | Грифід ап Мадог II              | Грифід ап Мадог II              |  |  |  |  |  |  | Томас ап Ллівелін пом. 1343                | Томас ап Ллівелін пом. 1343                | Томас ап Ллівелін пом. 1343                | Томас ап Ллівелін пом. 1343                | Томас ап Ллівелін пом. 1343                | Томас ап Ллівелін пом. 1343                |  |  |  |  |  |  |  |  |
|  |  |  |  |  |  | Грифід ап Мадог II              | Грифід ап Мадог II              | Грифід ап Мадог II              | Грифід ап Мадог II              | Грифід ап Мадог II              | Грифід ап Мадог II              |  |  |  |  |  |  | Томас ап Ллівелін пом. 1343                | Томас ап Ллівелін пом. 1343                | Томас ап Ллівелін пом. 1343                | Томас ап Ллівелін пом. 1343                | Томас ап Ллівелін пом. 1343                | Томас ап Ллівелін пом. 1343                |  |  |  |  |  |  |  |  |
|  |  |  |  |  |  | Грифід Молодший II пом. 1369    | Грифід Молодший II пом. 1369    | Грифід Молодший II пом. 1369    | Грифід Молодший II пом. 1369    | Грифід Молодший II пом. 1369    | Грифід Молодший II пом. 1369    |  |  |  |  |  |  | Елейн ферх Томас                           | Елейн ферх Томас                           | Елейн ферх Томас                           | Елейн ферх Томас                           | Елейн ферх Томас                           | Елейн ферх Томас                           |  |  |  |  |  |  |  |  |
|  |  |  |  |  |  | Грифід Молодший II пом. 1369    | Грифід Молодший II пом. 1369    | Грифід Молодший II пом. 1369    | Грифід Молодший II пом. 1369    | Грифід Молодший II пом. 1369    | Грифід Молодший II пом. 1369    |  |  |  |  |  |  | Елейн ферх Томас                           | Елейн ферх Томас                           | Елейн ферх Томас                           | Елейн ферх Томас                           | Елейн ферх Томас                           | Елейн ферх Томас                           |  |  |  |  |  |  |  |  |
|  |  |  |  |  |  |                                 |                                 |                                 |                                 |                                 |                                 |  |  |  |  |  |  |                                            |                                            |                                            |                                            |                                            |                                            |  |  |  |  |  |  |  |  |
|  |  |  |  |  |  |                                 |                                 |                                 |                                 |                                 |                                 |  |  |  |  |  |  |                                            |                                            |                                            |                                            |                                            |                                            |  |  |  |  |  |  |  |  |
|  |  |  |  |  |  |                                 |                                 |                                 |                                 | Овайн Гліндур c. 1359 - c. 1415 |                                 |  |  |  |  |  |  |                                            |                                            |                                            |                                            |                                            |                                            |  |  |  |  |  |  |  |  |

## В художній літературі
Так само, як і у Шекспіра, Гліндур, був відзначений в низці творів художньої літератури і є персонажем кількох історичних романів, у тому числі:
- Джон Кавпер Повіс: Овайн Гліндур (1940)
- Елліс Пітерс: Криваве поле Шрусбері (1972)
- Розмері Говлі Джерман: Корона у свічках (1978)
- Малкольм Прайс: Дракон в Азенкурі — Y Lolfa ISBN 0-86243-684-2

Він також є персонажем Шекспіра у творі Генріх IV, частина 1 і був героєм британського телебачення Джеймса Гілла UK TV у фільмі Овайн, принц Уельський, мовлення якого відбувалося в 1983 році, в перші дні, на каналі 4/S4C.
Він також має невелику роль у Лицарі Слова, другому романі трилогії Word & Void, який служить у Леді, творі Тері Брукса. У книзі, він є предком Джона Росса.
Він з'явився як агент Світла у Сюзан Купер у книзі «Срібло на дереві» (Silver on the Tree), яка є однією з частин роману The Dark Is Rising Sequence.
Гліндур також з'являється і у валлійській літературі, див. Е. Він Джеймс, Glyndŵr a Gobaith y Genedl: Agweddau ar y Portread o Owain Glyndŵr yn Llenyddiaeth y Cyfnod Modern (English: Glyndower and the Hope of the Nation: Attitudes to the Portrait of Owen Glyndower in Modern Age Literature)  (Aberystwyth: Cymdeithas Llyfrau Ceredigion, 2007).
Шеф-кухар бере ім'я Гліндур в епізоді «Ліс Горгони», серіалу Джонатан Крік.
Його могилу розшукують герої книги американської письменниці Меггі Стівотер «Кручі діти» або «Воронята» (англ. The Raven Boys).

## У легенді
Згідно з валлійськими переказами, Овайн Гліндур, подібно до Овайна Томаса, спить у замку Кейв, що у Гвенті, зі своїми воїнами, щоб одного разу прокинутися і повернути Уельсу незалежність.